# Ustawa o nadzwyczajnej pomocy dla banków

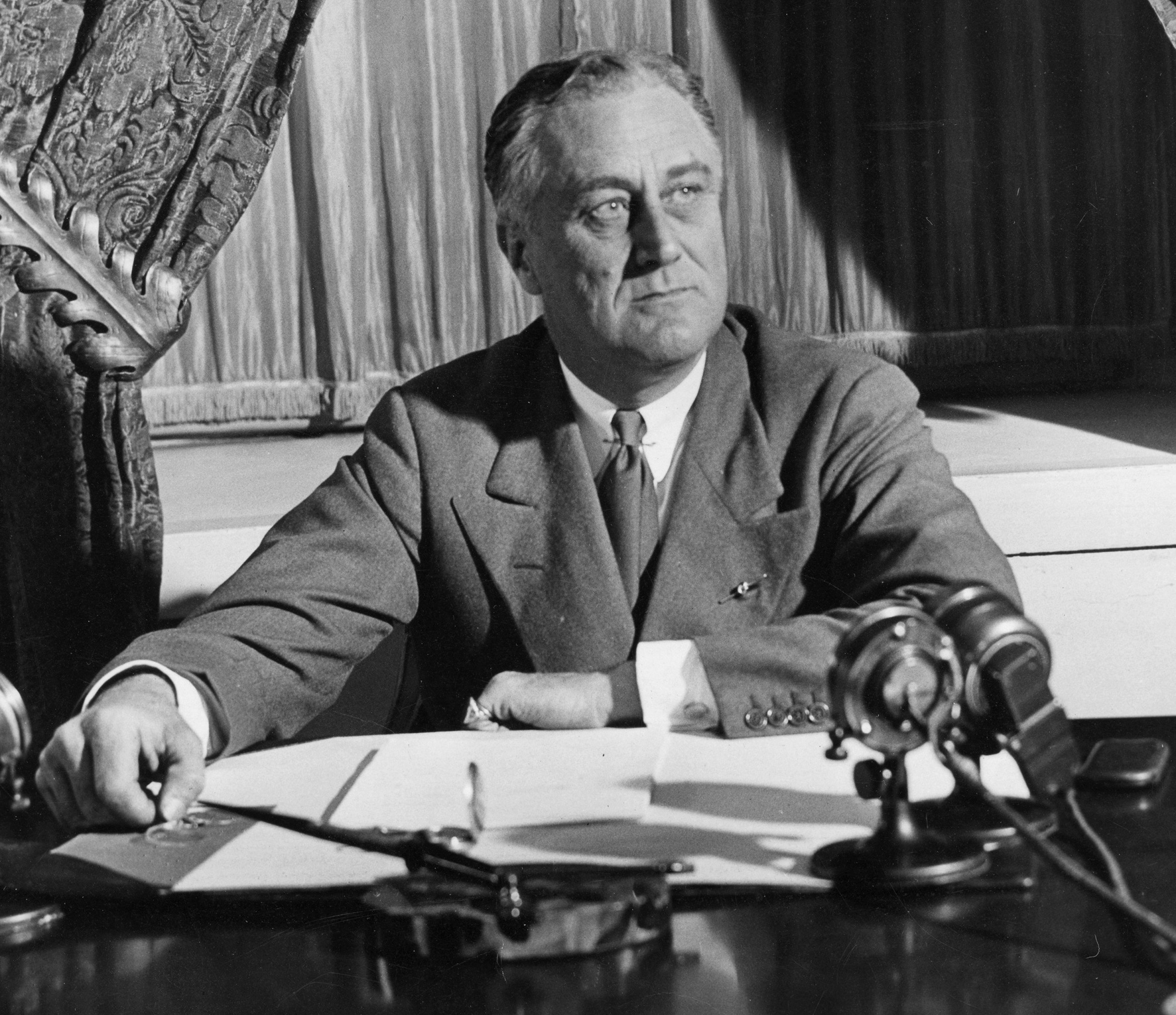
Franklin Delano Roosevelt

Ustawa o nadzwyczajnej pomocy dla banków (ang. Emergency Banking Relief Act) – ustawa uchwalona przez amerykański Kongres 9 marca 1933 roku i tego samego dnia podpisana przez prezydenta Franklina Delano Roosevelta.
Na jej mocy po zakończeniu tzw. wakacji bankowych banki, które normalnie działały, mogły ponownie być otwarte, z kolei te, które cierpiały na kłopoty finansowe - miały otrzymać zarządców.